# Validitet
Validitet handlar i grunden om mätningars relevans, alltså i hur hög grad ett prov verkligen mäter det man vill mäta. I moderna resonemang tas ibland också hänsyn till mätningens konsekvenser.
Validiteten kan uttryckas som korrelationen mellan den teoretiska definitionen och den operationella definitionen.  

## Validitet inom psykometri
Inom psykometri brukar man traditionellt skilja mellan tre olika typer av validitet, ibland kallade "den heliga treenigheten".
Begreppet innehållsvaliditet (content validity) används vid kunskapstest eller väl avgränsade färdighetstest. Det avser hur representativt ett test är för sitt område, den kunskapsdomän provet ska mäta . Om man till exempel vill testa kunskap om svensk historia så finns det ett stort antal tänkbara frågor, men i testet finns bara plats för ett fåtal. Med innehållsvaliditet avses hur bra ett resultat på testet korrellerar med ett resultat på den tänkta mängden av möjliga frågor. Det är oftast inte möjligt att få ett kvantitativt mått på innehållsvaliditet; den bedöms i stället av experter på ett mer eller mindre subjektivt sätt.
Kriterievaliditet eller empirisk validitet innebär hur väl en testvariabel korrelerar med ett i förväg uppsatt kriterium. Detta kan vara ett annat mått som mäter samma sak eller någon extern indikator på att ett visst kunskapsmått är uppnått . Kriterievaliditet kan vidare delas in i samtidig (concurrent) och prediktiv validitet. Vid samtidig validitet görs en mätning av kriterievariabeln vid samma tillfälle, och resultaten korreleras. Vid prediktiv validitet görs mätning av kriterievariabeln långt senare, och korrelationen anger då hur väl mätningen kunde förutsäga resultaten. Ett exempel på prediktiv validitet är hur väl högskoleprovet förutsäger senare framgång vid högskolestudier. Ett annat exempel är körkortsprovet, som bör ge information om en körskoleelevs förmåga att köra bil på ett säkert sätt.
Begreppsvaliditet (construct validity) är ett inom testpsykologi omdiskuterat ämne . Detta avser hur väl ett psykologiskt test mäter ett abstrakt psykologiskt begrepp, som till exempel aggressivitet eller viljestyrka. I praktiken mäter man ofta detta som korrelation med andra, väletablerade test. Denna praktik kritiseras av vissa som ett cirkelresonemang.
Utöver dessa tre "klassiska" delar används ibland begreppet face validity, ungefär "uppenbar" eller "självklar" validitet, för att ange hur relevant testet vid en första anblick uppfattas av testdeltagarna. Detta kan vara viktigt att säkerställa, då en testperson kan behöva uppfatta testet som relevant för att känna motivation.

## Reliabilitet
Ett närliggande begrepp är reliabilitet, som uttrycker noggrannheten i mätningen.  Ett valitt mått måste vara reliabelt, men det omvända gäller inte. Reliabiliteten för de två ingående variablerna sätter en övre gräns för vad validiteten kan vara, enligt:
{\displaystyle r_{\rm {xy}}\leq {\sqrt {r_{\rm {xx}}r_{\rm {yy}}}}}
där {\displaystyle r_{\rm {xy}}} är validiteten, och {\displaystyle r_{\rm {xx}}} och {\displaystyle r_{\rm {yy}}} är reliabiliteten för de två variablerna. 